# Sabawi Ibrahim al-Tikriti
Sabawi Ibrahim al-Tikriti (Tikrit, 27 febbraio 1947 – Baghdad, 8 luglio 2013) è stato un agente segreto iracheno, fratellastro di Saddam Hussein, era direttore del Servizio d'intelligence iracheno al tempo della Guerra del Golfo, dal 1991 al 1996 fu direttore del Direttorato generale d'intelligence, e in seguito servì come consigliere presidenziale del fratellastro.

## Biografia
Al 27 febbraio 2005, venne resa nota la notizia del suo arresto, era il sesto di quadri nelle Carte da gioco Most-wanted iraqi, ed era al 36º posto dei 55 iracheni più ricercati.
Era sospettato di essere la mente dietro alle esplosioni e alle uccisioni che erano avvenute in Iraq dopo il collasso del regime di Saddam Hussein, venne offerta la ricompensa di un milione di dollari per chi avesse portato alla sua cattura o alla sua morte.
La Siria lo consegnò alle forze irachene dopo la sua cattura. Le forze irachene a loro volta lo consegnarono alle forze militari statunitensi. La Siria era stata ripetutamente accusata di proteggere gli ex ufficiali iracheni ricercati, un'accusa che il governo siriano aveva sempre negato.
Nel marzo 2009, venne condannato a morte mediante impiccagione. Dopo la lettura della sua condanna a morte, si alzò in piedi e ripete la frase "Dio è grande" affermando di essere fiero di essere un martire.
Suo figlio, Ayman Sabawi Ibrahim, venne a sua volta arrestato dagli statunitensi e venne condannato al carcere a vita fino alla sua evasione avvenuta il 9 dicembre 2006. Anche suo fratello Watban Ibrahim al-Tikriti era stato condannato a morte. Il suo fratello più anziano Barzan Ibrahim al-Tikriti era stato giustiziato nel 2007.